# 贝尔法斯特女王大学
贝尔法斯特女王大学（英语：Queen's University Belfast，简称「Queen’s」或「QUB」）是一所位于英國北爱尔兰首府贝尔法斯特的公立研究型大学。女王大学的历史可以追溯到1810年创立的皇家贝尔法斯特学会，大学于1845年获得皇家特许状，1849年以“贝尔法斯特女王学院”为名开始办学。該校位於贝尔法斯特四大文化区之一的女王区的中心地带，大学提供跨学科、不同层次的学位项目，目前可供选择的项目超过300个。女王大学的代理校长和副校监由詹姆士·麦克伊尔内（James McElnay）担任。2021年9月，美国前國務卿希拉里·克林顿（Hillary Rodham Clinton) 被任命為 QUB 的第 11 位校監，任期五年，填補於 2018年 Dr Tom Moran 去世之後一直懸空的位置。希拉莉也是 QUB 歷史上第一位女性校監。
女王大学是英国罗素大学集团、英联邦大学协会、欧洲大学协会、爱尔兰大学联盟和英国大学联盟的成员之一。曾有两位诺贝尔奖得主和一位图灵奖得主曾在女王大学学习或工作过。

## 历史

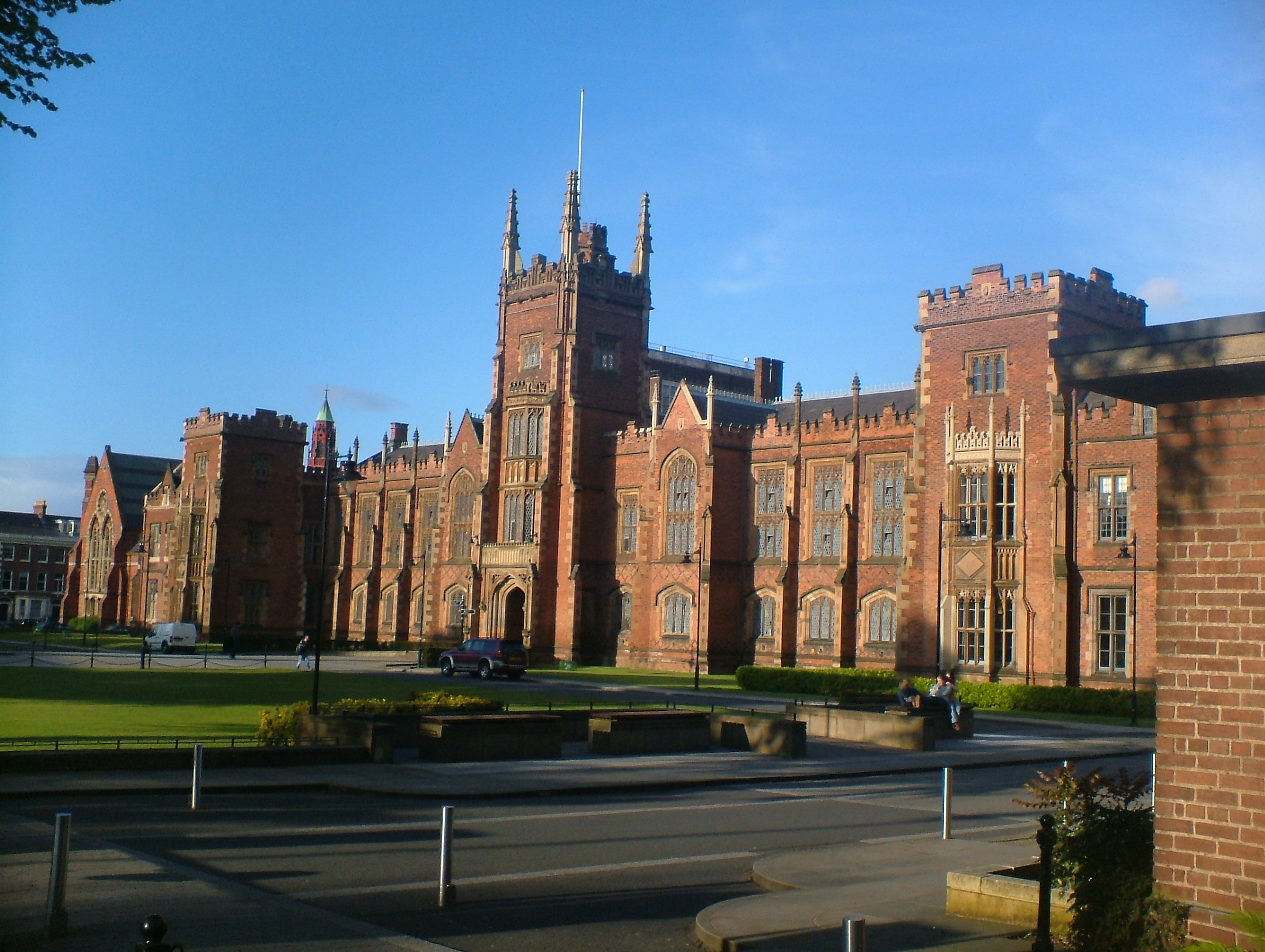
主大樓

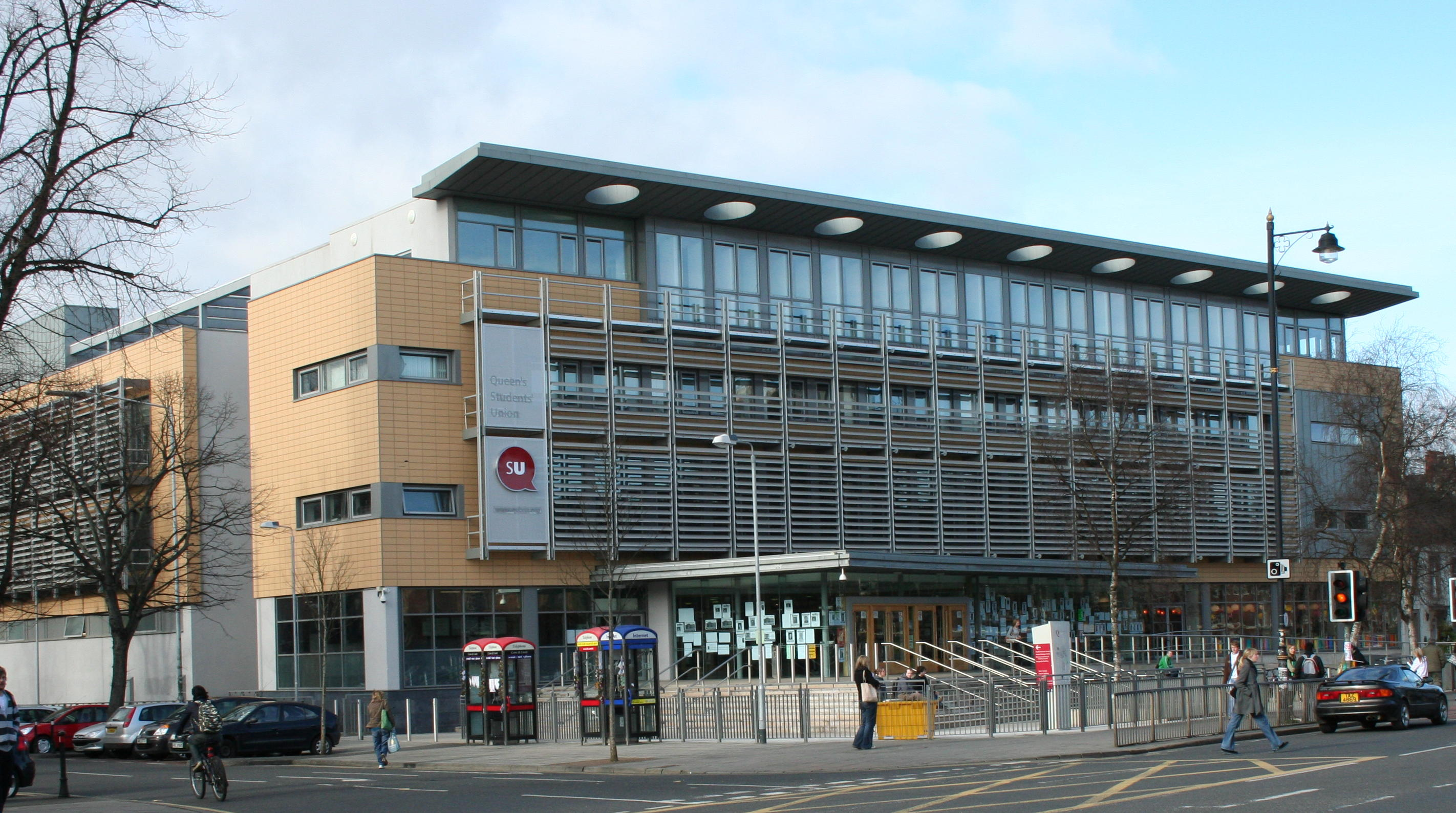
學生會大樓

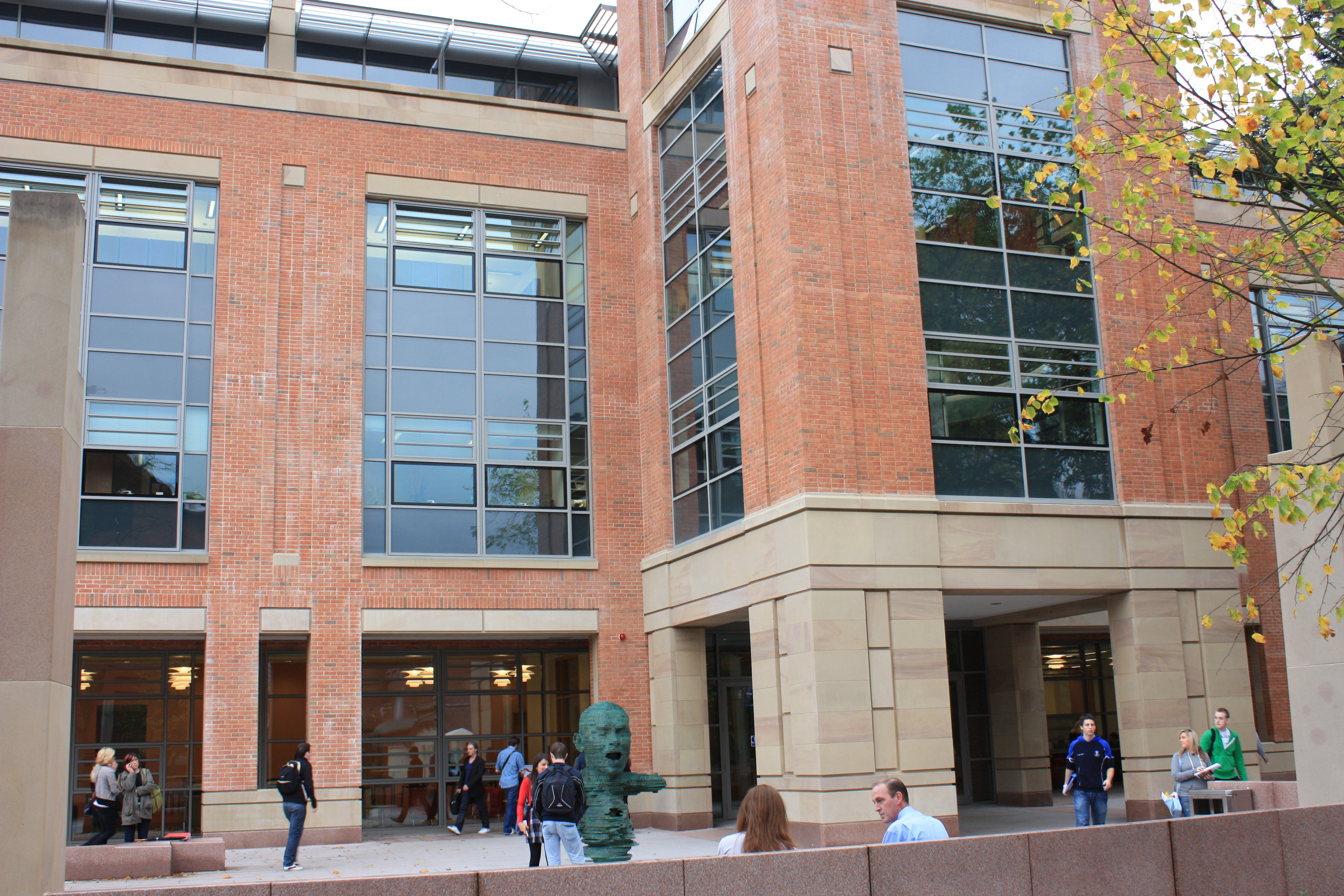
圖書館

贝尔法斯特女王大学源于1810年创立的贝尔法斯特学会（Belfast Academical Institution）。女王大学也是联合王国最古老的10所大学之一。 今日，贝尔法斯特学会已易名为皇家贝尔法斯特学院。1845年，女王大学的前身，即贝尔法斯特女王学院作为爱尔兰女王大学（Queen's University, Ireland）的一部分获得皇家特许状。与之同时期建立的还有柯克女王学院（Queen's College, Cork）及戈尔韦女王学院（Queen's College, Galway）。女王学院建立的初衷在于为天主教徒和长老宗信徒提供高等教育，借此抗衡当时隶属圣公会的都柏林圣三一学院。1849年，贝尔法斯特女王学院正式开张。学院的主楼由建筑师查尔斯·兰扬爵士（Sir Charles Lanyon）设计，故名为兰扬楼。学院初办学时仅有23位教授和343名学生，当时学院一部分学生没有参加本校的考试而转投伦敦大学。
随着1908年爱尔兰大学法案的通过，皇家爱尔兰大学宣告解散。由于皇家爱尔兰大学于1879年取代了爱尔兰女王大学，故原有的大学系统被拆分为两个独立的部分：爱尔兰国立大学和贝尔法斯特女王大学。
值得注意的是，直至1950年，女王大学都在伦敦的英国国会下议院占有一席（历史上仅有8所大学享此待遇）类似地，在1920年至1968年间，北爱尔兰议会有4个议席专门留给女王大学的毕业生。
2006年6月20日，女王大学宣布将投资2.59亿英镑用于更新设备、招纳人才并开展研究。该项目的结果之一麦克莱图书馆由波士顿的建筑设计事务所布里布尔芬奇（Shepley Bulfinch）协同贝尔法斯特的罗宾逊帕特森（Robinson Patterson Partnership）事务所联合设计，图书馆于2009年7月开张。图书馆命名自大学的一个主要捐助者，艾伦·麦克莱爵士（Sir Allen McClay）。2010年6月，女王大学宣布注资750万英镑，与希捷科技共同建设安盛国际研究中心（Ansin International Research Hub）。
由于北爱尔兰的特殊性，女王大学也是目前英国境内一所授予法学博士（英语：Juris Doctor，高于法学硕士）的大学。该项目学习时长三至四年，学习要求和英国高等教育体系内的博士无异。若要取得该学位，则必须完成一篇长30000字的研究论文并通过审查。
女王大学也是北爱境内规模最大的雇佣机构之一，总共拥有3903名员工。其中，2414人为教职人员、研究人员或与学术有关的职员， 剩余的1489人则为行政人员。

## 课程
同时，女王大学设有门类齐全的本科、研究生课程，主要包括科学、法律、医学、工程学、经济学和社会科学、农业和食品科学以及文学艺术等。工程学院下设的技术开发中心，具有高科技水準，为学生提供各种技术服务和培训。为适应不断更新的社会需求，该校于上世纪末进行了一场学科设置和教学机制的改革，使大学教育更加联系实际，毕业生的就职率和就职能力获得大幅度提高。
一个半多世纪以来，从这所大学曾走出成千上万的优秀人才，其中包括诺贝尔文学奖的获得者谢默斯·希尼、诺贝尔和平奖的获得者戴维·特林布尔以及爱尔兰总统玛丽·麦卡利斯。女王大学于2001年5月授予前任美国总统克林顿荣誉法学博士学位。
在21世紀中，女王大学以开拓和变革为主旋律，不断扩展新的教育科學研究领域和装备先进的设备，这所具有悠久传统的大学也因此焕发出更加旺盛的生命力。

## 学术实力
大学下属3个学院，艺术、人文与社会科学学院，工程与自然科学学院以及医学与保健科学学院。该校开设了近300门本科和研究生课程。
女王大学是英国精英大学罗素集团（The Russell Group）的成员，在研究和教育方面居于世界的领先地位。在官方的科研評估活動(RAE)中，英國女王大學被評為全英國20大名校之一。
在研究水準评估中，女王大学接受评估的40个研究科系，有33个达到全英或国际水準，16个科系达到5分或5*的最高成绩，3个科研领域还被评为具有国际领先水準。在高等教育品質保障局的教学品質评估中，女王大学三分之二以上科目的教学品質被评为“优秀”。
女王大學在2021年QS世界大學排名上位居英國第29位，世界第209位；2014年在英國官方每七年左右發布一次的科研水平評估（REF）排名中，女王大學排在全英研究型大學排名第8。
此外，女王大学在为学生提供的支援指导和学校设施等方面也获得了很高的评价。

## 设施
女王大学保证为所有国际学生安排第一年的宿舍。学校主要宿舍区女王艾尔姆斯村位于环境幽雅的居民区内，步行10分钟即可到达学校本部。
拥有出色的電腦、图书馆、语言学习和运动设施。所有学生都可以使用学校的電腦系统，免费上网和收发电子邮件。宿舍费用大概是每周100-200镑。
大学的英语中心全年开办各种英语语言、写作以及学习技能的课程，并特别为需要在开学前提高英语水準的学生设立学前强化课程。

## 学生生活
女王大学为新来的国际学生提供为期3天的新生入学指导课程，使他们了解学校的教职人员、学校设施和贝尔法斯特市的情况。贝尔法斯特市被国际新闻界形容为“欧洲最友好时尚的区域性城市”和“当今世界上值得访问和居住的最时髦的地方之一”。学校的学联拥有150多个俱乐部和社团组织，可以满足体育和文化等方面的各种需要。

## 著名校友
- 诺贝尔文学奖获得者谢默斯·希尼
- 诺贝尔和平奖获得者戴维·特林布尔
- 爱尔兰总统玛丽·麦卡利斯
- 晚清海关总税务司赫德
- 英国男演员连姆·尼森
- 英国古生物学家马丁·洛克利
- 爱尔兰物理学家和数学家约瑟夫·拉莫尔
- 愛爾蘭作家和詩人謝默斯·希尼
- 北愛爾蘭政治家阿琳·福斯特